# Gándara-Insel
Die Gándara-Insel (spanisch Islote Gándara) ist eine Insel vor der Nordküste der Trinity-Halbinsel an der Spitze der Antarktischen Halbinsel. In der Gruppe der Duroch-Inseln liegt sie unmittelbar südwestlich der Kopaitic-Insel.
Der Name der Insel ist erstmals auf einer chilenischen Landkarte aus dem Jahr 1959 verzeichnet. Namensgeber ist Jorge Gándara Bofill, Kapitän der Covadonga bei der 1. (1947–1948) und 2. (1948–1949) sowie Leiter der 9. Chilenischen Antarktisexpedition (1954–1955).